# SWAT 4
SWAT 4 es un videojuego de disparos en primera persona táctico desarrollado por Irrational Games y publicado por Vivendi Universal Games el 5 de abril de 2005 en Norteamérica, y tres días después en la región PAL. Fue creado con el motor Vengeance Engine con tecnología de Unreal Engine 2.0, y está disponible exclusivamente para Microsoft Windows.
Pertenece a la serie de videojuegos Police Quest y es el sucesor de SWAT 3: Close Quarters Battle.
El título pone al jugador al mando de un equipo SWAT, que deberá desplegarse en distintos escenarios con el fin de controlar la situación.
Actualmente puede ser comprado en formato digital en su versión Gold Edition por la plataforma GOG, la cual incluye tanto el videojuego base como su expansión, aunque solo está disponible en el idioma inglés, por más que originalmente el juego cuenta con doblajes de texto y voz en otros idiomas como, por ejemplo, español.
SWAT 4 Gold Edition en GOG

## Jugabilidad
SWAT 4 le da al jugador el rol de líder de un equipo SWAT, subdividido en dos equipos; Rojo (Reynolds y Girard) y Azul (Fields y Jackson), a los cuales puede dar órdenes como abrir una puerta, asegurar a un individuo, asegurar una evidencia, entre muchas más opciones. Además, cada uno puede ser controlado y/o monitoreado mediante bodycams. En algunas misiones, adicionalmente habrán hasta dos francotiradores (Sierra 1 y Sierra 2), los cuales informarán a la unidad sobre la situación de un lugar del mapa en específico. Los francotiradores también pueden ser controlados por el jugador.
Todas las acciones deberán ser informadas al Comando de Operaciones Tácticas o TOC (Tactical Operations Command), reportando, por ejemplo, civiles, sospechosos u oficiales caídos.
El juego hace especial hincapié en el uso de la fuerza letal solo cuando sea verdaderamente necesario. Los oficiales deben cumplir con ciertas reglas de compromiso (Reglas de Enfrentamiento Letal, o ROE por sus siglas en inglés) mientras realizan las operaciones, y como SWAT es una organización que salva vidas, el uso imprudente de la fuerza letal no será permitido. Por ejemplo, los operadores no pueden disparar rondas letales a un sospechoso que huye, ya que éste no representa una amenaza inmediata para nadie a su alrededor. Si lo hace, dará lugar a una sanción por el uso no autorizado de la fuerza, lo que puede influir en el resultado final de la misión.
La puntuación que se le otorga al jugador después de cada operación se basa en varios factores, todos ellos potenciando un estilo de juego pacífico, si es que se desea tener la mayor puntuación (100/100). El puntaje tendrá en cuenta la cantidad de sospechosos arrestados con éxito, la cantidad de evidencia obtenida y las lesiones que sufran los oficiales durante la operación. También se otorgan sanciones como el uso no autorizado de la fuerza, el uso no autorizado de la fuerza letal, la incapacitación de un rehén y las lesiones a un compañero.
Hay cuatro niveles de dificultad, los cuales no afectan al juego per se, sino que mientras mayor sea, más puntos serán requeridos para finalizar una misión de manera exitosa.
Dentro de cada misión hay distintos objetivos, generalmente incluyen neutralizar a todos los sospechosos y rescatar a todos los civiles, aunque también hay misiones con objetivos específicos como asegurar una prueba determinada, neutralizar o rescatar a un individuo en particular, o desactivar explosivos.
Previo al inicio de una operación, al jugador se le brindará un “Informe”, el cual contiene información esencial sobre la misión. Ésta incluye el Informe del Teniente, planos del lugar, posibles sospechosos/civiles con descripciones físicas y personales, e incluso a veces con fotografías, llamadas al 911 y cronología de los hechos.
También se le dará al jugador la posibilidad de personalizar el equipamiento individualmente, tanto para él como para el resto de la unidad, pudiendo hacer uso de un variado arsenal de armas primarias, secundarias, no letales y herramientas tácticas.
Parte del equipamiento se irá desbloqueando a medida que el jugador complete misiones. Los elementos equipados afectan a la movilidad, debido a que hay un sistema de peso, además de un límite, por lo que una buena elección y distribución es crucial.
El juego tiene bastante aleatoriedad en diversos elementos de las misiones que permiten una gran rejugabilidad. Algunos ejemplos son el número y disposición de civiles y sospechosos, la moral de la I.A. (valor que determina qué tan cooperativo es un NPC), entre otros.

## Campaña
A diferencia de las entregas anteriores de la serie de videojuegos Police Quest, que siguió a los oficiales SWAT de LAPD a través de misiones ambientadas en Los Ángeles, California, la campaña para un jugador de SWAT 4 tiene lugar en la ciudad de Nueva York, durante el futuro del juego desde 2008 a 2009. Durante la campaña, el jugador tiene la tarea de liderar un equipo SWAT de cinco hombres, también conocido como "Unidad", a través de 13 misiones.
El juego comienza con un entrenamiento opcional en el Centro de entrenamiento de Riverside, bajo la dirección del teniente de policía Sonny Bonds. El entrenamiento enseñará a los jugadores cómo despejar habitaciones, disparar armas, usar granadas y herramientas tácticas, comandar su unidad y aprender a usar los francotiradores. A partir de entonces, los jugadores comenzarán a ser desplegados en varios lugares de la ciudad para realizar distintas intervenciones, como situaciones de rehenes, sospechosos atrincherados, etcétera.
Cada misión tiene un contexto interesante, que varía desde misiones relacionadas al tráfico de armas y estupefacientes, hasta asesinos seriales y sectas. Algunas de estas misiones están conectadas entre sí.
Adicionalmente, el juego cuenta con un editor de misiones integrado y un editor de mapas externo llamado “SWAT 4 Editor”, que en conjunto permiten la creación de campañas completamente personalizadas.

## Lista de misiones
- Food Wall Restaurant
- Fairfax Residence
- Qwik Fuel Convenience Store
- A-Bomb Nightclub
- Victory Imports Auto Center
- Red Library Offices
- Northside Vending and Amusements
- Duplessis Wholesale Diamond Center
- Children of Taronne Tenement
- St. Michael's Medical Center
- The Wolcott Projects
- The Old Granite Hotel
- Mount Threshold Research Center

## Unidad
Líder: Es el personaje del jugador. Su nombre completo se define por el nombre de carrera del jugador. Su apodo es “Jefe”, dado que lidera el equipo.
En el título de PSP SWAT Target Liberty se le da el nombre de Kurt Wolfe. Cuenta con 13 años de servicio y su número de placa es 3187. En los archivos del juego, se le menciona como TeamLead.
Biografía: Una transferencia reciente de Los Ángeles, el sargento es tranquilo bajo el fuego y siempre con actitud de negociación. Con una nueva unidad a su cargo, tendrá que ganarse el respeto del escuadrón en el trabajo.
En la versión en inglés es interpretado por el actor de voz Justin Gross.
Steven Reynolds: Es el miembro más antiguo del equipo, cuenta con 28 años de servicio en la fuerza y 25 en SWAT. Su apodo es “Gramps” (Abuelo), dada su edad. En los archivos del juego, se le menciona como OfficerRedOne y su número de placa es 3077.
Biografía: Un veterano de treinta años de la fuerza y un veterano de 25 años de SWAT, el oficial Reynolds es el miembro más experimentado del elemento. Su experiencia le ha enseñado que mantener la calma puede ser la clave para sobrevivir como oficial SWAT. Al darse cuenta del valor de su experiencia, siempre está dispuesto a dar su consejo a la unidad.
En la versión en inglés es interpretado por el actor de voz S. Scott Bullock.
Anthony Girard: Tiene 12 años de servicio en la fuerza. Su apodo es “Subway”. En los archivos del juego, se le menciona como OfficerRedTwo y su número de placa es 3518.
Biografía: El oficial Girard es un chico local, nacido y criado en el área metropolitana, Girard ha sido miembro de SWAT durante 6 años y ha sido condecorado por su valentía en 2 ocasiones.
En la versión en inglés es interpretado por el actor de voz Nolan North.
Zachary Fields: Tiene 4 años de experiencia en la fuerza. Su apodo es “Hollywood” debido a que se crio en las calles. En los archivos del juego, se le conoce como OfficerBlueOne y su número de placa es 3975.
Biografía: Pasando solo 2 años en las calles antes de pasar el riguroso curso de capacitación y las pruebas SWAT, el oficial Fields es uno de los oficiales más jóvenes de la fuerza en ser promovido a SWAT. Aunque un poco bocazas, ha demostrado ser un operador capaz.
En la versión en inglés es interpretado por el actor de voz Chris Edgerly.
Allen Jackson: Es el último miembro del equipo y cuenta con 16 años de servicio. Su apodo es “Python”, debido a que es un atleta. En los archivos del juego, se le conoce como OfficerBlueTwo y su número de placa es 3248.
Biografía: El oficial Jackson ha tenido una larga y distinguida carrera en SWAT. Además de ser un operador de primer nivel, Jackson se enorgullece de ser un atleta. Está en óptimas condiciones físicas y puede ser una presencia intimidante en cualquier operación.
En la versión en inglés es interpretado por el actor de voz Michael Ralph.

## Equipamiento

### Armas primarias
AKM: El fusil de asalto AKM es un fusil de asalto capaz de disparar munición de 7,62 x 39 mm en modo automático o de disparo único. No está equipado con una linterna táctica.
M4A1: La carabina Colt M4A1 es un rifle de asalto muy efectivo que dispara rondas de munición .223 Remington (5.56x45mm OTAN). Cuenta con linterna táctica.
MP5A4: El MP5A4 SMG es un subfusil flexible que dispara una ronda de pistola de 9x19 mm Parabellum. Puede ser utilizada con supresor (silenciador).
UMP: La UMP es una ametralladora poderosa y liviana. Diseñado como el sucesor de Heckler & Koch de la línea de subfusiles MP5, conserva el cargador de 30 cartuchos pero refuerza el cartucho de 9x19 mm a un .45 ACP, capaz de perforar armaduras. Cuenta con linterna táctica
Uzi con Supresor: La Uzi es una ametralladora con supresor que utiliza munición 9x19 mm. Con frecuencia lo llevan los sospechosos y no cuenta con una linterna táctica.
Benelli Nova: La Benelli Nova es una escopeta de acción de bombeo capaz de disparar municiones 00 Buck o Sabot Slug. Está equipada con linterna táctica.
Benelli M4 Super90: La Benelli M4 Super90 es una escopeta de calibre 12 altamente confiable que cuenta con un cargador automático. Está equipada con linterna táctica.

### Armas secundarias
M1911: La Colt M1911 es una pistola versátil, con sus pros y sus contras. Utiliza munición .45 ACP y está equipada con una linterna táctica.
Glock 17: La Glock 17 es una pistola de 9 mm. Tiene un retroceso bajo y un poder de frenado medio. Utiliza munición 9x19 mm y está equipada con linterna táctica.
Colt Python: El Colt Python es una pistola revólver que utiliza munición .357 magnum. Solo está disponible en multijugador y no cuenta con linterna táctica.

### Armas no letales
Less Lethal Nova: La Less Lethal Nova es un arma principal, versión no letal de la escopeta Benelli Nova. Dispara balas de salva que aturden a los sospechosos/civiles.
X26P Stun Gun: Esta es un arma secundaria, concretamente un taser que efectúa descargas eléctricas que paralizan al objetivo.

### Granadas
Flashbang: Ciega momentáneamente a quien la vea explotar.
CS Gas: Al explotar libera un humo que dificulta la respiración de quien lo inhale directamente. El efecto es temporal.
Stinger: Aturde durante un tiempo prolongado a quien esté cerca de su explosión, pero también puede generar heridas o incapacitación.

### Herramientas tácticas
Cuña: Pequeño aparato que bloquea una puerta, impidiendo que tanto los sospechosos como la unidad la utilicen. Puede ser removido con el Kit de herramientas.
Kit de herramientas: Un kit que permite la apertura de puertas sigilosamente. Además sirve para remover cuñas y desactivar explosivos.
Breaching Shotgun: Una escopeta especialmente diseñada para destruir cerraduras. Permite abrir puertas bloqueadas de una manera rápida y efectiva.
C2: Un pequeño dispositivo explosivo que permite abrir puertas bloqueadas rápidamente, causando que quien esté del otro lado quede aturdido, o incluso incapacitado si está demasiado cerca.
Gas pimienta: Permite reducir sospechosos y civiles de una manera no letal, ya que el contenido del aerosol aturde al objetivo sin lastimarle.
Optiwand: Permite mirar por debajo de las puertas o por las esquinas.

### Vestimenta táctica
Casco kevlar: Provee bastante protección contra disparos en la cabeza.
Máscara de gas: Provee inmunidad contra el CS Gas, pero limita el campo de visión de los oficiales, además de que no brinda ningún tipo de protección contra proyectiles.
Chaleco kevlar ligero: Protección moderada contra disparos al torso, pero permite una mayor movilidad.
Chaleco kevlar pesado: Mucha protección contra disparos al torso, pero reduce considerablemente la movilidad.

## Multijugador
SWAT 4 también cuenta con varios modos de juego multijugador, todos basados en equipos: SWAT contra sospechosos. Los modos multijugador son:
Sospechosos atrincherados: Los equipos ganan puntos arrestando o matando a miembros del otro equipo. Gana el equipo que llegue primero al límite de puntuación o tenga la puntuación más alta cuando termine el tiempo de la ronda.
Escolta VIP: Se selecciona un miembro aleatorio del equipo SWAT para que sea el vip. Los sospechosos deben arrestarlo, retenerlo durante dos minutos y luego ejecutarlo. El equipo SWAT debe escoltar al vip hasta un punto de extracción en el mapa. Si los sospechosos matan al vip sin detenerlo durante dos minutos, SWAT gana. Si un miembro del equipo SWAT mata al vip, los sospechosos ganan.
Despliegue rápido: Se colocan de tres a cinco bombas en todo el mapa. El equipo SWAT debe localizarlas y desactivarlas a todas dentro de un límite de tiempo; si no lo hacen, los sospechosos ganan.
Cooperativo: Permite jugar las misiones de un solo jugador con hasta otras cuatro personas que toman el lugar de los oficiales SWAT controlados por computadora en el modo campaña.

## Requisitos mínimos y recomendados

### Especificaciones mínimas
- Intel® Pentium® III 1.0 GHz / Intel® Celeron® 1.2 GHz / AMD® Athlon™ 1.2 GHz
- 256 MB RAM
- 2 GB de espacio libre en disco
- DirectX® 8.1-soporte de audio compatible
- NVIDIA® GeForce® 2 (MX 200/400 no está soportado) 32 MB o ATI® Radeon® 8500 64 MB con los controladores Microsoft® DirectX® 9 instalados
- Windows® 98SE, Windows® 2000 con Service Pack 3 instalado o Windows® XP con Service Pack 1 instalado

### Especificaciones recomendadas
Las especificaciones recomendadas son exactamente las mismas que en mínimo, con los siguientes cambios:
- 2.4 GHz Pentium® 4, Athlon™ XP 2500+, o equivalente
- GeForce® 4 Ti (no MX) 128 MB, ATI® Radeon® 9500 128 MB con los controladores Microsoft® DirectX® 9 instalados
- Windows® XP con Service Pack 2 instalados

### Requisitos Internet/Multijugador
Proveedor de servicios de Internet de 32 bits con módem de 56k o una red de área local (LAN)

## Desarrollo
La producción de SWAT 4 comenzó en febrero de 2003 y el juego se desarrolló durante unos dos años. Las tareas se dividieron entre dos estudios diferentes ubicados en Australia y Boston. De éstos, este último fue el responsable del desarrollo en mayor medida, pero el motor del juego se creó en Australia. El equipo central incluía a varios ex empleados de Looking Glass Studios, en particular al programador Christopher Kline, la guionista Sara Virrelli, el artista gráfico Steven Kimura y los diseñadores principales Paul Hellquist e Ian Vogel.
Bill Gardner, el tercer diseñador principal de Irrational Boston, dijo que a su equipo de desarrollo le gustan especialmente los juegos de disparos tácticos y que un videojuego basado en "héroes del mundo real" era un proyecto sumamente inspirador. El objetivo del grupo era crear nuevos enfoques para el género de disparos tácticos mientras se dirigía a grupos de jugadores tanto experimentados como casuales. A diferencia de muchos otros juegos del mismo género, SWAT 4 no intenta ser una simulación militarista, sino una representación realista de la fuerza policial. Uno de los productores del juego, Joe Faulstick, describió el juego de la siguiente manera: "El énfasis en las prácticas policiales reales, los paisajes oscuros y la interfaz sencilla hacen que SWAT 4 sea un juego divertido y único".
Gardner admitió que SWAT 3: Close Quarters Battle, creado por Sierra, sirvió como modelo para el desarrollo desde el principio. Los diseñadores querían mantener la mecánica del juego familiar del predecesor, que establecía límites en el uso de la violencia. Aunque se mantuvo la idea básica, se renovó mucho en cuanto a interfaz de usuario e inteligencia artificial. Según Faulstick, esta última área en particular causó muchos problemas. Querían que la inteligencia artificial reaccionara al comportamiento del jugador de la forma más auténtica posible, pero al mismo tiempo garantizara una experiencia de juego diferente cada vez.
Irrational Games contó con la ayuda de Kenneth Thatcher, un oficial de policía que trabajó en el equipo SWAT durante 34 años. Según Gardner, su consejo fue de gran ayuda para crear realismo. Thatcher enseñó a los creadores del juego en detalle todos los métodos más esenciales de SWAT, como el manejo correcto del MP5 y el método operativo utilizado para asaltar salas. El equipo de desarrollo también tuvo la oportunidad de manejar armas reales y observar la efectividad de las granadas de aturdimiento en el área de entrenamiento. Además de los consejos de Thatcher, Irrational Games tenía su propia biblioteca, que contenía varias guías relacionadas con la balística y otros comportamientos de diferentes armas.
SWAT 4 está ambientado en ciudades ficticias de América del Norte que se inspiraron en la película Seven creada por David Fincher. Se buscó un entorno urbano y realista para el juego, y las ubicaciones de las situaciones de crisis, a diferencia de otros juegos tácticos, están dirigidas a lugares cotidianos para la gente común, como restaurantes y oficinas.
La música del juego fue diseñada por Eric Brosius, quien también es conocido por sus composiciones en Thief, System Shock 2, Tribes: Vengeance y Freedom Force. Faulstick elogió la experiencia y las habilidades de Eric y dijo que Irrational también invirtió en un equipo de actuación de voz de alta calidad. Este grupo incluye, por ejemplo, al conocido Nolan North, quien interpretó su papel como el oficial Girard.

## Recepción
SWAT 4 recibió "críticas generalmente favorables" según el sitio web Metacritic, con una puntuación de 85/100. En una tabla de ventas de juegos de computadora realizada por NPD Techworld, ocupó el décimo lugar en la semana que finalizó el 17 de abril. Terminó en el puesto 11 en el mes de abril en general, con un precio minorista promedio de US$ 48.
Bob Colayco de GameSpot declaró que "como un simulador de policía realista, SWAT 4 definitivamente da en el blanco. Aunque la velocidad de fotogramas se vuelve pesada a veces, y hay un par de errores y peculiaridades irritantes, la I. A. cumple con la mayoría de los aspectos en un juego que está diseñado con una gran rejugabilidad". También destacó la variedad elementos y opciones tácticas, y que "A pesar de las fallas, SWAT 4 es extremadamente único en su premisa y estilo de juego, y se ejecuta limpiamente en su mayor parte".
Dan Adams de IGN dijo que "la nueva incorporación de Irrational a la venerable franquicia SWAT hace un trabajo brillante al captar todas las cosas que hacen que SWAT funcione tan emocionante desde una perspectiva externa". Destacó la calidad gráfica y el diseño de niveles, Adams también criticó la inteligencia artificial aliada y afirmó que "funciona bien la mayor parte del tiempo, pero ocasionalmente, parece tener un lapso total de atención o juicio. Algunas órdenes se ignorarán por completo, mientras que otras se llevarán a cabo de inmediato. A veces el equipo irrumpe en una habitación cuando se le ordena y derriba a todos con suficiente eficiencia para ser impresionante, mientras que otras veces pasan corriendo directamente a un enemigo que busca cubrir un área determinada de la habitación solo para recibir un disparo en la parte posterior de la cabeza".
El juego quedó en segundo lugar en la lista de los 10 mejores juegos de computadora de 2005 de Computer Games Magazine.

## SWAT 4: The Stetchkov Syndicate
SWAT 4: The Stetchkov Syndicate es un paquete de expansión para SWAT 4 lanzado el 28 de febrero de 2006 en Norteamérica y el 10 de marzo de 2006 en Europa, y está basado en la familia ficticia Stetchkov.
Se han realizado varias mejoras al juego. En el multijugador, por ejemplo, se agregó un nuevo modo de juego y se implementaron mejoras. También hay nuevo equipamiento, mejoras en las I.A. de los NPC, y muchos otros cambios y agregados.
Incluye una campaña para un jugador con siete misiones, todas parte de un único objetivo: derrotar al Sindicato Stetchkov, una poderosa organización criminal.
Stetchkov Syndicate recibió críticas "favorables", un poco menos que el SWAT 4 original, con una puntuación en Metacritic de 80/100.

## Modificaciones
Algunas modificaciones (MODS) destacables:
- SWAT Elite Forces por eezstreet
- SAS Mod por Franciswat
- SEF First Responders por beppe_goodoldrebel

## Ready or Not
Ready or Not es un videojuego de disparos en primera persona táctico desarrollado por Void Interactive para la plataforma Microsoft Windows fuertemente inspirado en SWAT 4. Es considerado un sucesor espiritual de la saga.
| Enlaces                          |
| -------------------------------- |
| Página oficial del desarrollador |
| Ready or Not en Steam            |